# Rangkou
Rangkou (kinesiska: 嚷口乡, 嚷口) är en socken i Kina. Den ligger i provinsen Sichuan, i den sydvästra delen av landet, omkring 230 kilometer nordväst om provinshuvudstaden Chengdu.
Genomsnittlig årsnederbörd är 975 millimeter. Den regnigaste månaden är juli, med i genomsnitt 192 mm nederbörd, och den torraste är december, med 7 mm nederbörd.